# Kiss and Kill
Pour plus de détails, voir Fiche technique et Distribution.
Kiss and Kill ou Tuer pour aimer au Québec (Killers) est une comédie américaine réalisée par l'australien Robert Luketic, sortie le 4 juin 2010 aux États-Unis et le 23 juin 2010 en France.

## Synopsis
À la suite d'une rupture, une jeune femme, Jennifer, part à Nice avec ses parents dans un somptueux hôtel où elle rencontre le séduisant Spencer, qui est en réalité un agent secret de la CIA. Très vite, ils tombent amoureux et se marient. Spencer fait tout pour oublier son métier, qu'il a lâché et caché à sa femme. Leur bonheur est total jusqu'au jour où son passé refait surface trois ans plus tard. En effet, il découvre qu'un contrat de vingt millions de dollars a été déposé sur sa tête...

## Fiche technique
- Titre original : Killers
- Titre français : Kiss and Kill
- Titre québécois : Tuer pour aimer
- Réalisation : Robert Luketic
- Scénario : Bob DeRosa et Ted Griffin
- Décors : Missy Stewart
- Costumes : Johanna Argan et Ellen Mirojnick
- Photographie : Russell Carpenter
- Casting :
- Direction artistique :
- Montage : Mary Jo Markey
- Musique : Rolfe Kent
- Production : Ashton Kutcher, Scott Aversano, Jason Goldberg, Mike Karz, Chad Marting, Christopher S. Pratt, Josie Rosen
  - Production exécutive :
- Société de production :  Lionsgate, Aversano Films et Katalyst Films
- Société de distribution : Metropolitan FilmExport
- Budget : ~ 75 000 000 $ US
- Pays d'origine :  États-Unis
- Langue : anglais, français
- Format : Couleur - 2,35 : 1 - Son Dolby Digital
- Genre : Comédie romantique, thriller, action, espionnage
- Durée : 100 minutes
- Dates de sortie :
  - États-Unis : 4 juin 2010
  - France : 23 juin 2010

## Distribution
- Ashton Kutcher (VF : Adrien Antoine et VQ : Nicolas Charbonneaux-Collombet) : Spencer Aimes
- Katherine Heigl (VF : Charlotte Marin et VQ : Mélanie Laberge) : Jennifer Kornfeldt Aimes
- Tom Selleck (VF : Philippe Catoire et VQ : Vincent Davy) : M. Kornfeldt
- Catherine O'Hara (VF : Emmanuelle Bondeville et VQ : Élise Bertrand) : Mme Kornfeldt
- Katheryn Winnick (VF : Carole Gioan et VQ : Marie-Josée Normand) : Vivian
- Kevin Sussman (VQ : Philippe Martin) : Mac Bailey
- Lisa Ann Walter (VQ : Carole Chatel) : Olivia
- Casey Wilson (VF : Nathalie Karsenti et VQ : Julie Beauchemin) : Kristen
- Rob Riggle (VF : Lionel Tua et VQ : François Trudel) : Henry
- Martin Mull (VF : Paul Borne et VQ : Guy Nadon) : Holbrook
- Alex Borstein (VQ : Nadia Paradis) : Lily Bailey
- Usher Raymond : Kevin, le manager du magasin
- LeToya Luckett : Amanda

## Box Office
- Mondial : ~ 92 574 974 $ US
- États-Unis : ~ 47 059 863 $ US
- France : 695 138 entrées

## Distinctions
Ashton Kutcher fut récompensé aux Teen Choice Awards pour ce film dans la catégorie Meilleur acteur de comédie, et simultanément aux Razzie Awards dans la catégorie Pire acteur.
Le film fut nommé au Teen Choice Award de la Meilleure comédie, remportés finalement par Crazy Night et American Trip ex æquo.